# 혼인보 인퇴기
혼인보 인퇴기(本因坊 引退棋)는 혼인보 슈사이의 은퇴 기념 대국이다. 상대는 기타니 미노루였다. 1938년 6월 26일부터 12월 4일까지 두었다. 제한시간 각 40시간, 신문 연재 64회, 대회 기간 6개월, 현존하던 봉건시대 마지막 명인의 은퇴 바둑이었다. 은퇴 이후 더 이상 세습 혼인보를 두지 않기로 결정하여, 마지막 세습 혼인보가 되었다. 혼인보라는 명칭은 타이틀전의 명칭이 되었다.

## 작품
가와바타 야스나리의 소설 《명인》의 소재가 되었다.

## 같이 보기
- 혼인보